# 世界主義 (刑法)
世界主義（せかいしゅぎ。独: Weltrechtsprinzip）または普遍主義（英: universality principle、仏: principe de lʼuniversalité ou de lʼuniversalisme）とは、刑法の場所的適用範囲に関する立法主義の一つ。世界各国に共通する一定の法益を侵害する犯罪に対して、犯罪地および犯人の国籍を問わず、各国がそれぞれ自国の刑法を適用するもの。日本の刑法では刑法第4条の2（条約による国外犯）の規定が世界主義を採用している。